# Metropolitano de Minsk

Metrô de Minsk

O metro (português europeu) ou metrô (português brasileiro) de Minsk é o sistema de metropolitano que opera na cidade de Minsk, na Bielorrússia. Foi inaugurado em 1984, e é constituído actualmente por duas linhas com 29 estações num comprimento total de 37 km. Foi o nono sistema deste tipo a ser construído na URSS.

## História
Entre as décadas de 50 e 70, a população da cidade de Minsk ultrapassou o número de um milhão de habitantes; a construção de um metro era urgente para movimentar tantas pessoas. As obras começaram a 16 de Junho de 1977, e sete anos mais tarde, em 1984, o sistema de metropolitano era inaugurado com um primeiro troço de 8 estações.
Depois da queda da União Soviética, o metro continuou a expandir-se, ao contrário de muitos outros que entraram em decadência profunda (como por exemplo o metro de Erevan, ou o metro de Samara, entre outros).

## Rede

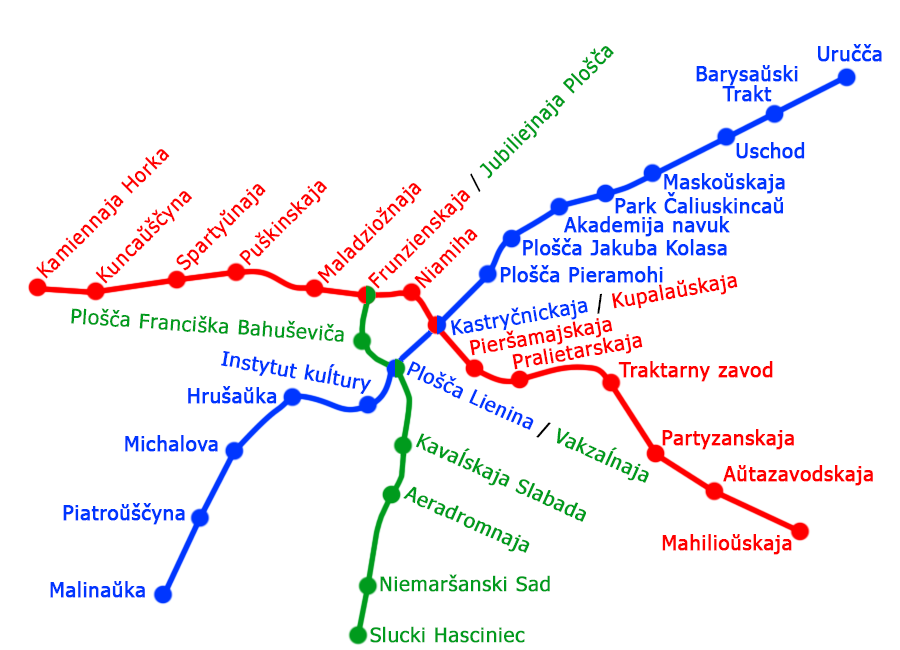
Diagrama do metro de Minsk.

| Linha          | Cor      | Trajecto                       | Inauguração | Número de estações |
| -------------- | -------- | ------------------------------ | ----------- | ------------------ |
| Moskovskaya    | Azul     | Vostok ↔ Institut Kultury      | 1984        | 15                 |
| Avtozavodskaya | Vermelho | Kamennaya Gorka ↔ Mogilevskaya | 1990        | 14                 |